# Lidia Patty
Lidia Patty Mullisaca (La Paz, 7 de junio de 1969) es una política boliviana, dirigente de la organización de mujeres "Bartolina Sisa" y exdiputada de la Asamblea Legislativa Plurinacional por el partido político Movimiento al Socialismo.

## Reseña biográfica
Lidia Patty nació el 7 de junio de 1969 en La Paz y pertenece a la etnia kallawaya. Fue concejal del municipio de Charazani. Ha desempeñado una labor en la Federación de mujeres indígenas "Bartolina Sisa", siendo secretaria de dicha organización.
Ejerció como diputada suplente de la Cámara de Diputados de Bolivia hasta 2018 en que asumió la titularidad representando a la formación Movimiento al Socialismo. En 2020 le puso una demanda por «sedición, terrorismo y conspiración» a la exsenadora y expresidenta interina Jeanine Áñez por el caso "Golpe de Estado" y todas las irregularidades vividas en Bolivia entre noviembre de 2019 y octubre de 2020, que ha derivado en el encarcelamiento de Áñez y de dos de sus exministros. También ha denunciado la presunta implicación de autoridades judiciales como el fiscal general del Estado, Juan Lanchipa, y de diversas personalidades políticas en el derrocamiento del gobierno de Evo Morales.
En 2023 el Ministerio de Relaciones Exteriores de Bolivia designó a Patty como cónsul del departamento de Puno, bajo territorio peruano, en pleno conflicto conflicto diplomático.